# فرانک الجزایر
فرانک الجزایر (به فرانسوی: Franc algérien) یکای پول رایج الجزایر بین سال‌های ۱۸۴۸ تا ۱۹۶۴ بود. فرانک الجزایر به ۱۰۰ سانتیم تقسیم می‌شد.